# Chaîne de l'Amirauté

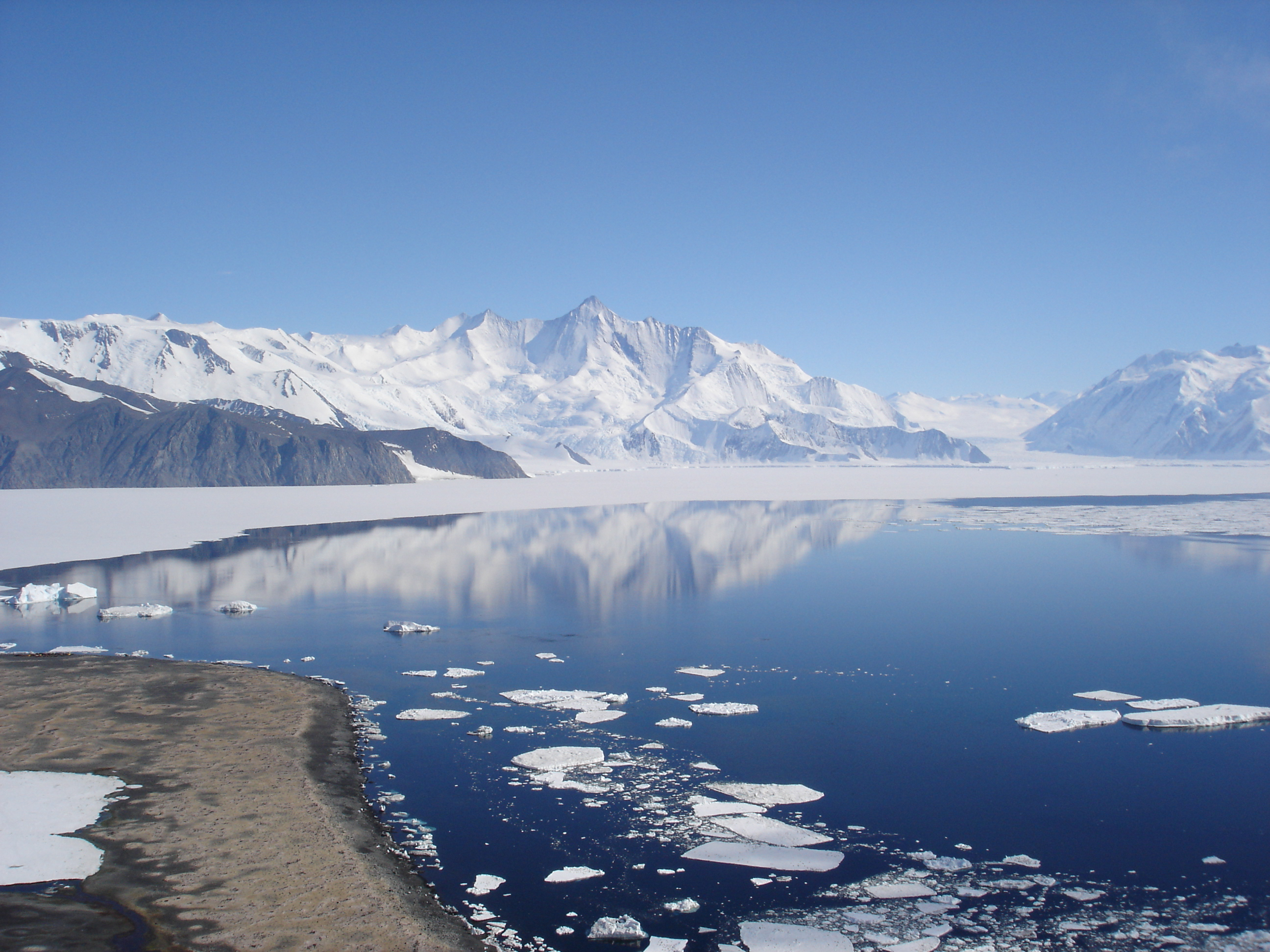
Le mont Herschel (3335 m) dans la chaîne de l'Amirauté. Photographie depuis le cap Hallett.

La chaîne de l'Amirauté est une chaîne de montagnes située dans la chaîne Transantarctique, au nord de la terre Victoria en Antarctique. Elle est délimitée par la mer de Ross, de l'océan Austral, ainsi que par les glaciers Dennistoun, Ebbe et Tucker.
Découverte en janvier 1841 par James Clark Ross, elle a été nommée ainsi en l'honneur de l'Amirauté.

## Principaux sommets
- Mont Minto, 4 166 m
- Mont Adam, 4 010 m
- Mont Ajax, 3 770 m
- Mont Sabine, 3 719 m
- Mont Royalist, 3 640 m
- Pic Meier, 3 450 m
- Mont Black Prince, 3 405 m
- Mont Herschel, 3 335 m
- Mont Peacock, 3 210 m